# 弗兰克·丘奇
弗兰克·福里斯特·丘奇三世（英語：Frank Forrester Church III，1924年7月25日—1984年4月7日）是一位美国律師和政治家，民主黨黨員，曾任聯邦参议员（1957年-1981年），是响应性政治中心创始人，主持了丘奇委员会。